# Pilemostoma fastuosa
Pilemostoma fastuosa es un insecto coleóptero de la familia Chrysomelidae. Se distribuye por el paleártico: Europa y Asia excepto el Extremo Oriente.